# Coendou prehensilis
Coendou prehensilis är en däggdjursart som först beskrevs av Carl von Linné 1758. Det svenska trivialnamnet vanligt gripsvanspiggsvin eller bara gripsvanspiggsvin förekommer för arten. Coendou prehensilis ingår i släktet Coendou och familjen trädpiggsvin. IUCN kategoriserar arten globalt som livskraftig. Inga underarter finns listade i Catalogue of Life.

## Utseende
Vuxna exemplar har en kroppslängd på 30 till 40 cm och svansen är 33 till 48,5 cm lång. Vikten varierar mellan 4,5 och 5 kg. Huden är gulorange till mörk rödbrun och är på ovansidan täckt av taggar. Taggarna är 6 till 10 cm långa och trefärgade med en vit spets. Svansen används som gripverktyg och svansens bakre del är inte täckt av taggar.
Taggar förekommer även i ansiktet förutom på nosen och kring ögonen finns en ring av naken hud. Huvudet kännetecknas dessutom av små öron och långa morrhår. I motsats till det nordamerikanska trädpiggsvinet saknas längre taggar vid halsens ovansida. Typisk för ett trädlevande djur är artens långa klor vid bakfötterna.

## Utbredning
Detta trädpiggsvin förekommer i nordöstra Sydamerika. Utbredningsområdets västra gräns sträcker sig från centrala Colombia över östra Peru och centrala Bolivia till norra Argentina. I öst finns arten fram till Atlanten. Den hittas även på Trinidad och Tobago. Habitatet utgörs av olika slags skogar.

## Ekologi
Individerna är aktiva på natten och äter växtdelar. De vilar i trädens håligheter eller gömda i den täta vegetationen. Honorna är dräktiga i cirka 203 dagar och sedan föds oftast en ensam unge. Trädpiggsvinen har inga parningstider, men en längre paus mellan två kullar.
Hanar och honor lever vanligen ensamma eller i små grupper. Efter parningen använder hanen doftämnen för att markera honan och senare även ungen. När ungarna föds är de cirka 50 cm långa inklusive svansen och väger i genomsnitt 415 g. De har en tät päls av rödbruna täckhår som senare omvandlas till taggarna. Den nyfödda ungen har öppna ögon och svansens kan från början användas som gripverktyg. Ungen vistas sedan under de första två till tre veckorna nära gömstället där den blev född, och efter tio till femton veckor så slutar honan att dia. Honor blir könsmogna efter cirka nitton veckor. Tidpunkten när hanar får sin fortplantningsförmåga är ännu inte känd. Exemplar i fångenskap har blivit upp till 27 år gamla.

## Bildgalleri

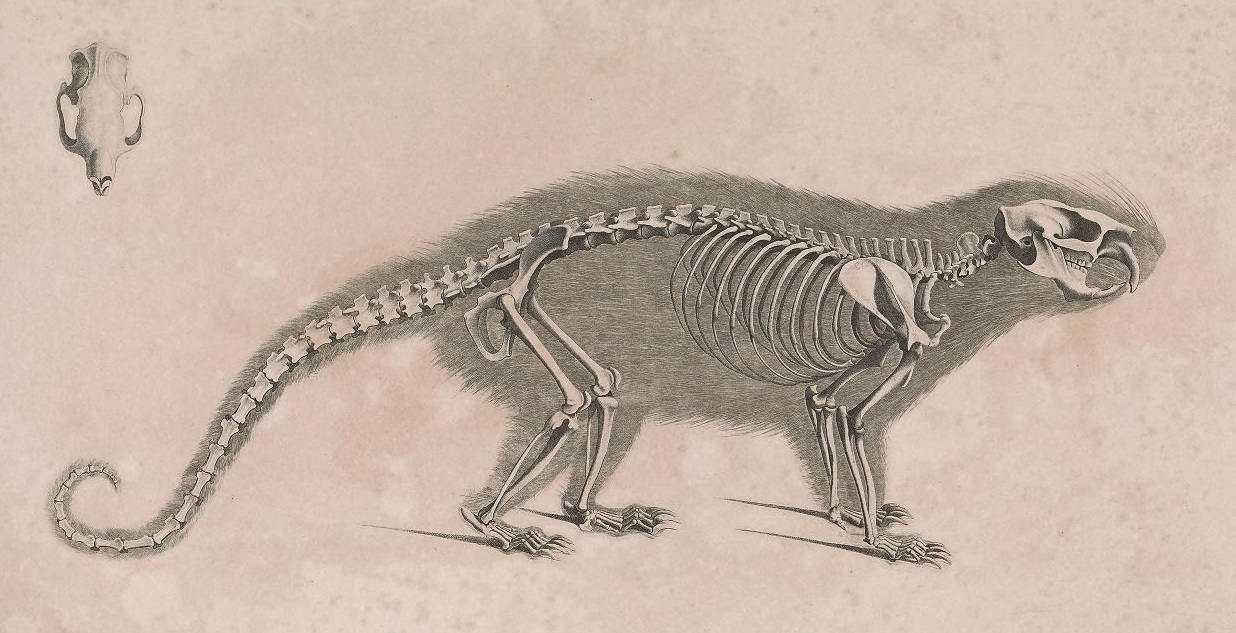
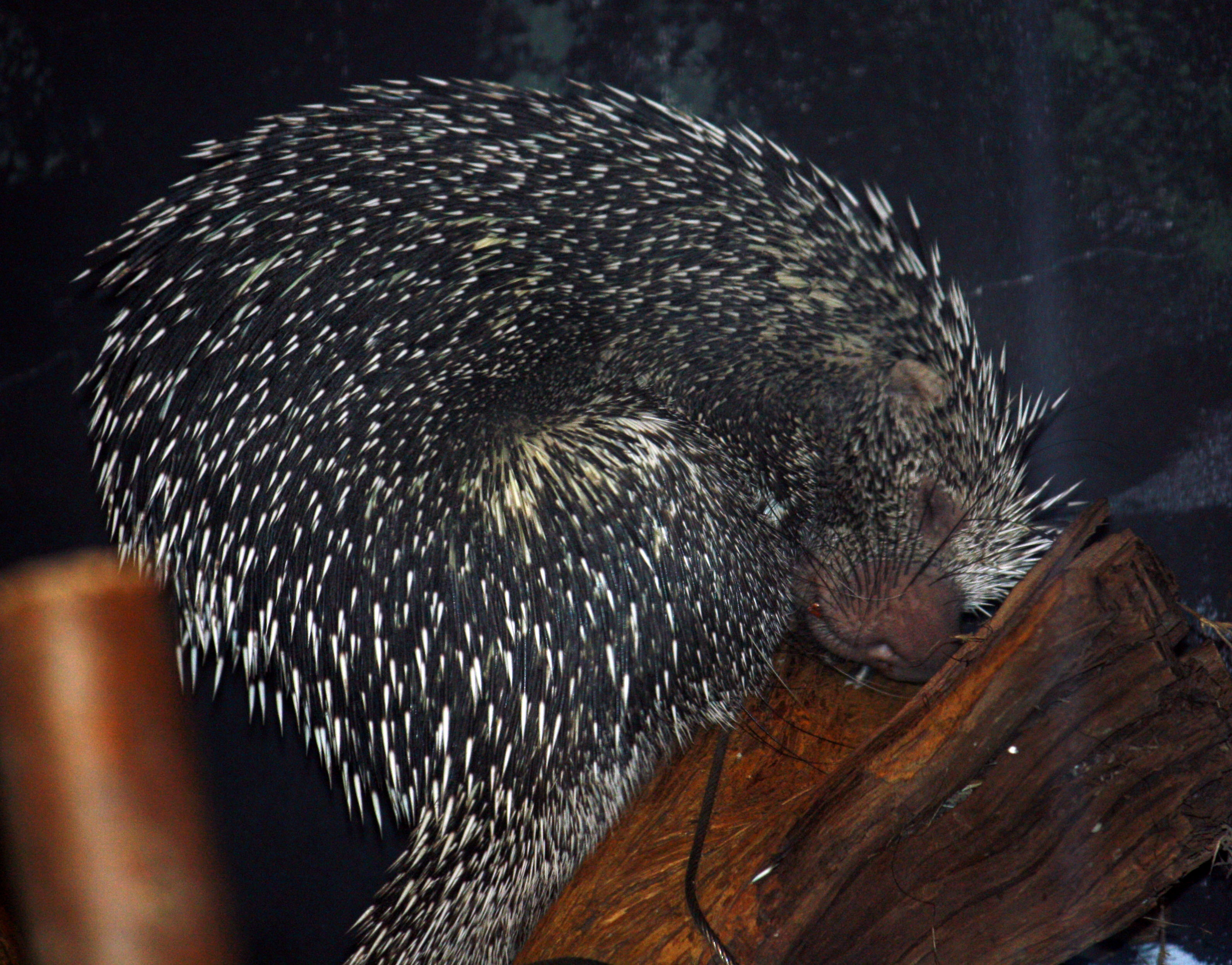
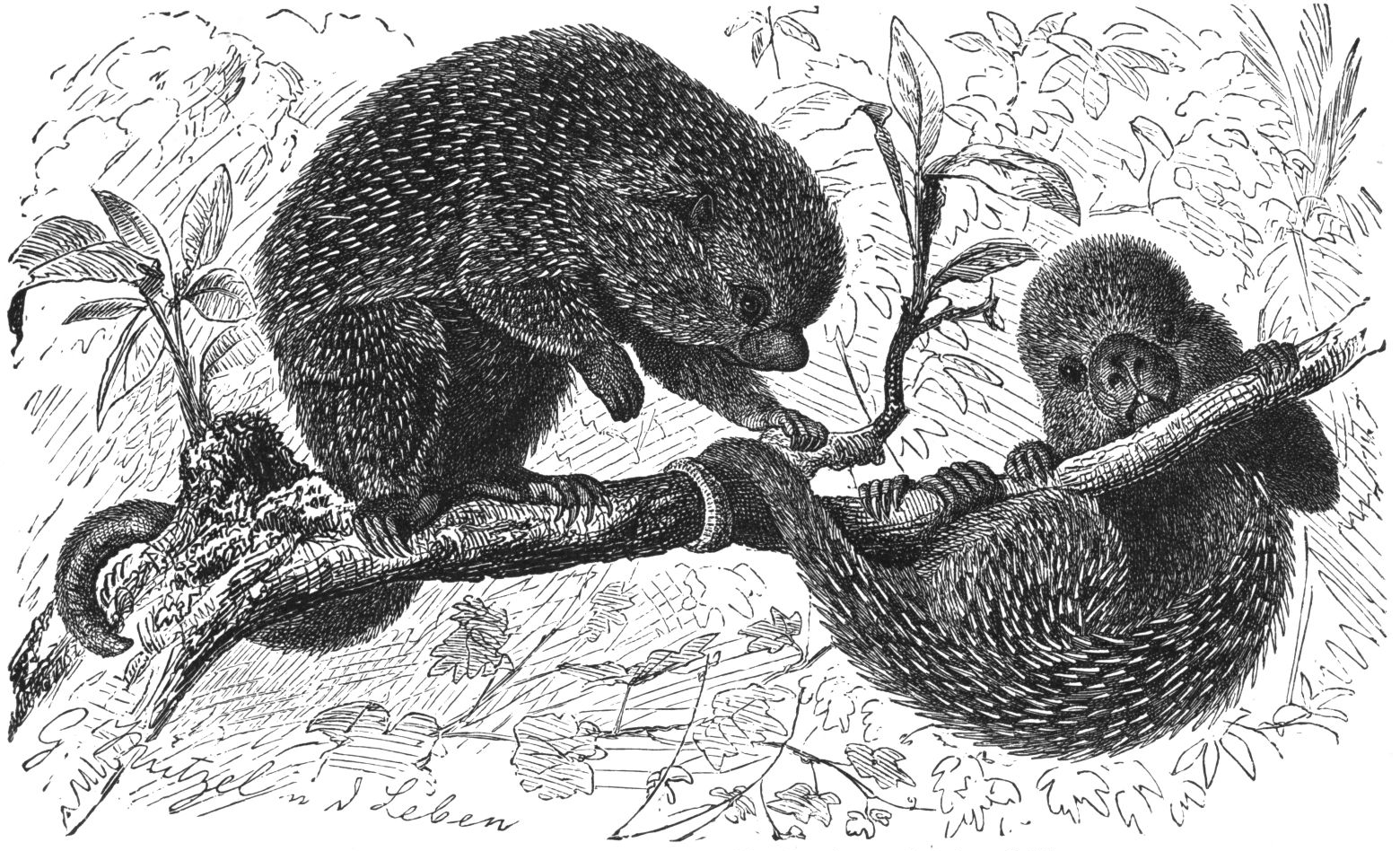
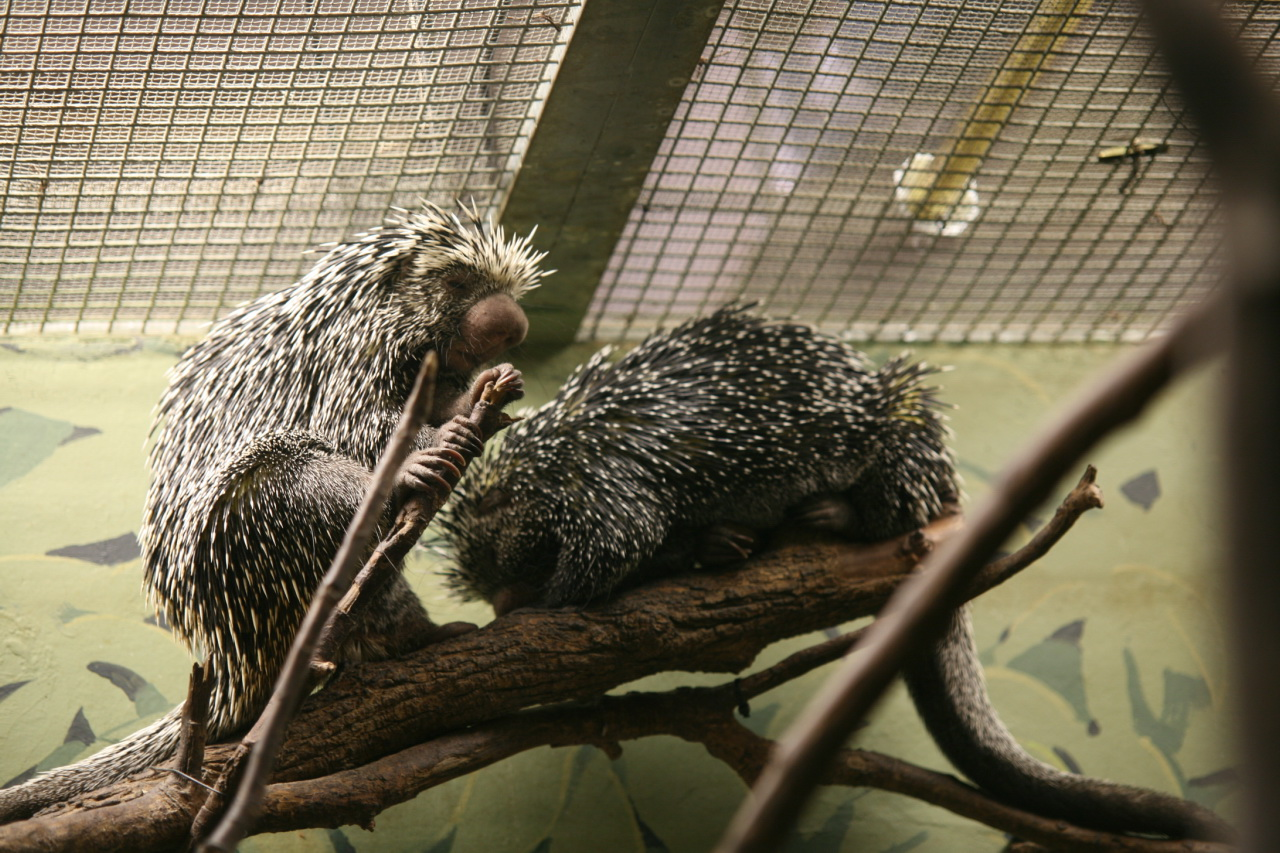
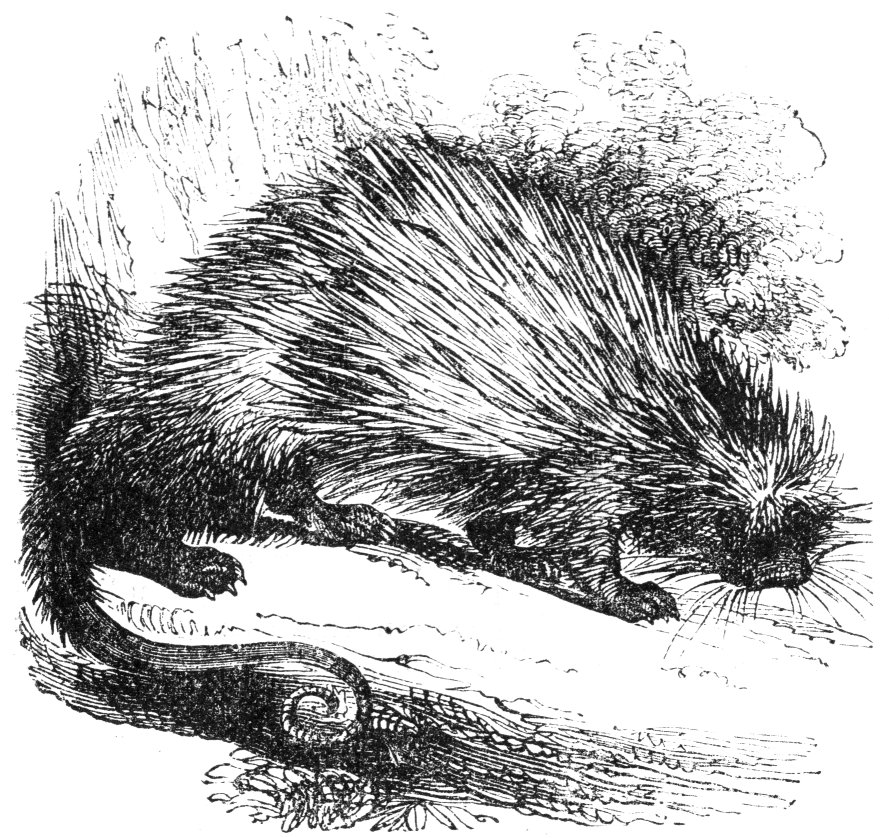
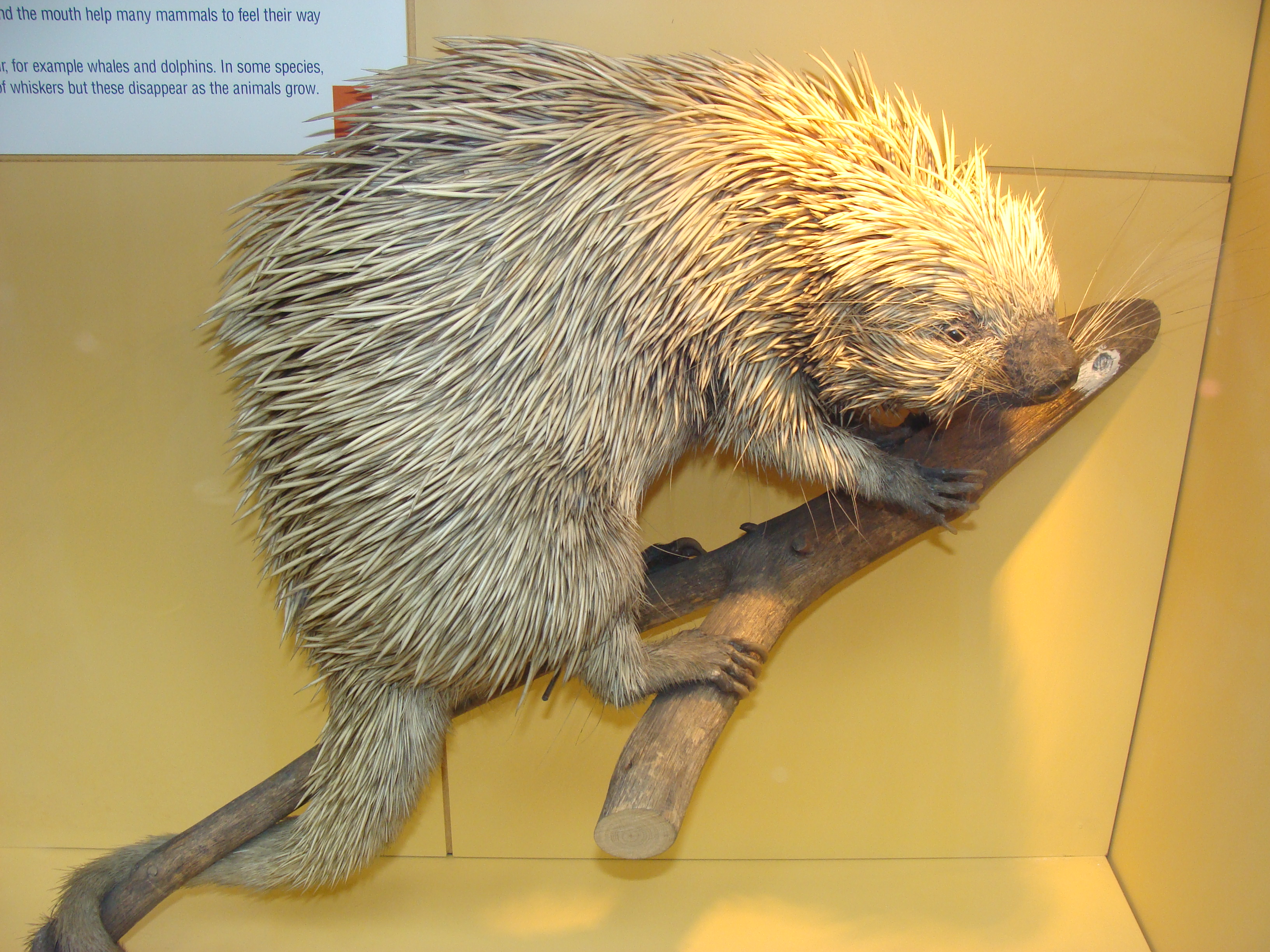
Uppstoppat individ